# حكومة حسين العويني الأولى
الحكومة اللبنانية العاشرة بعد الاستقلال، والعاشرة بعهد الرئيس بشارة الخوري، وهي أول حكومة يترأسها حسين العويني، وتكونت من 3 وزراء. شكلت الحكومة بموجب المرسوم رقم 4242 بتاريخ 14 شباط / فبراير 1951، ونالت الثقة بالإجماع، واستقالت بتاريخ 7 حزيران / يونيو 1951.

## أعضاء الحكومة
- حسين العويني رئيساً لمجلس الوزراء ووزيراً للداخلية ووزيراً للخارجية ووزيراً للدفاع الوطني ووزيراً للمالية.
- إدوار نون وزيراً للأشغال العامة ووزيراً للأنباء ووزيراً للبرق والبريد ووزيراً للتربية الوطنية.
- بولس فياض وزيراً للاقتصاد الوطني ووزيراً للزراعة ووزيراً للصحة والإسعاف العام ووزيراً للعدلية.

## وصلات خارجية
- موقع رئاسة مجلس الوزراء الرسمي